# Tourisme en Guyane
Le tourisme en Guyane est une activité économique en voie de développement dans le seul département français situé en Amérique du Sud. 
Ce vaste territoire français a souffert de l'image d'un enfer vert associé à sa forêt équatoriale donné par l’Hexagone. Depuis quelques années, grâce à son centre spatial, sa diversité culturelle, son carnaval, sa faune et sa flore, il devient une destination touristique prisée.

## Les atouts

### Sa faune et sa flore

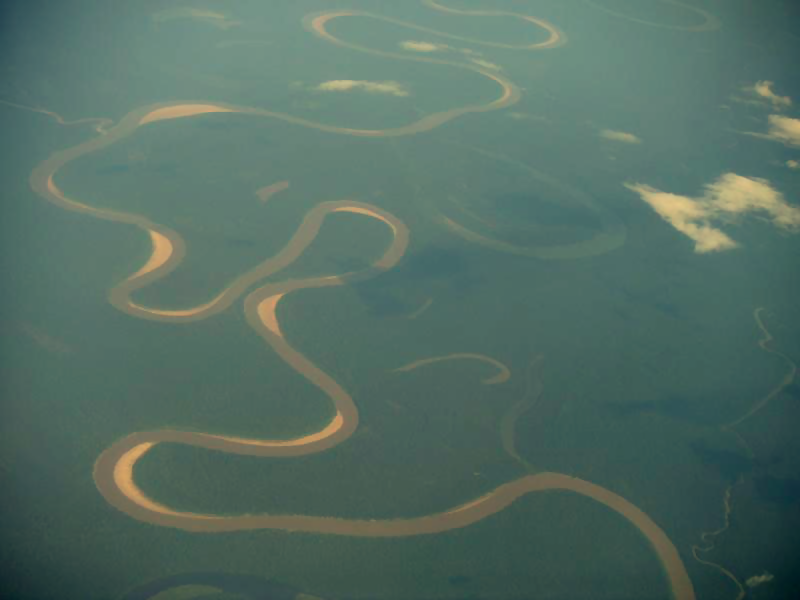
Vue aérienne de la forêt amazonienne

La Guyane qui est le plus grand département et la plus grande région française (91 000 km2), dispose d'une faune et d'une flore exceptionnelles. Située en pleine forêt amazonienne, elle est considérée comme un paradis pour les scientifiques et les amoureux de la nature.

### Les Îles du Salut

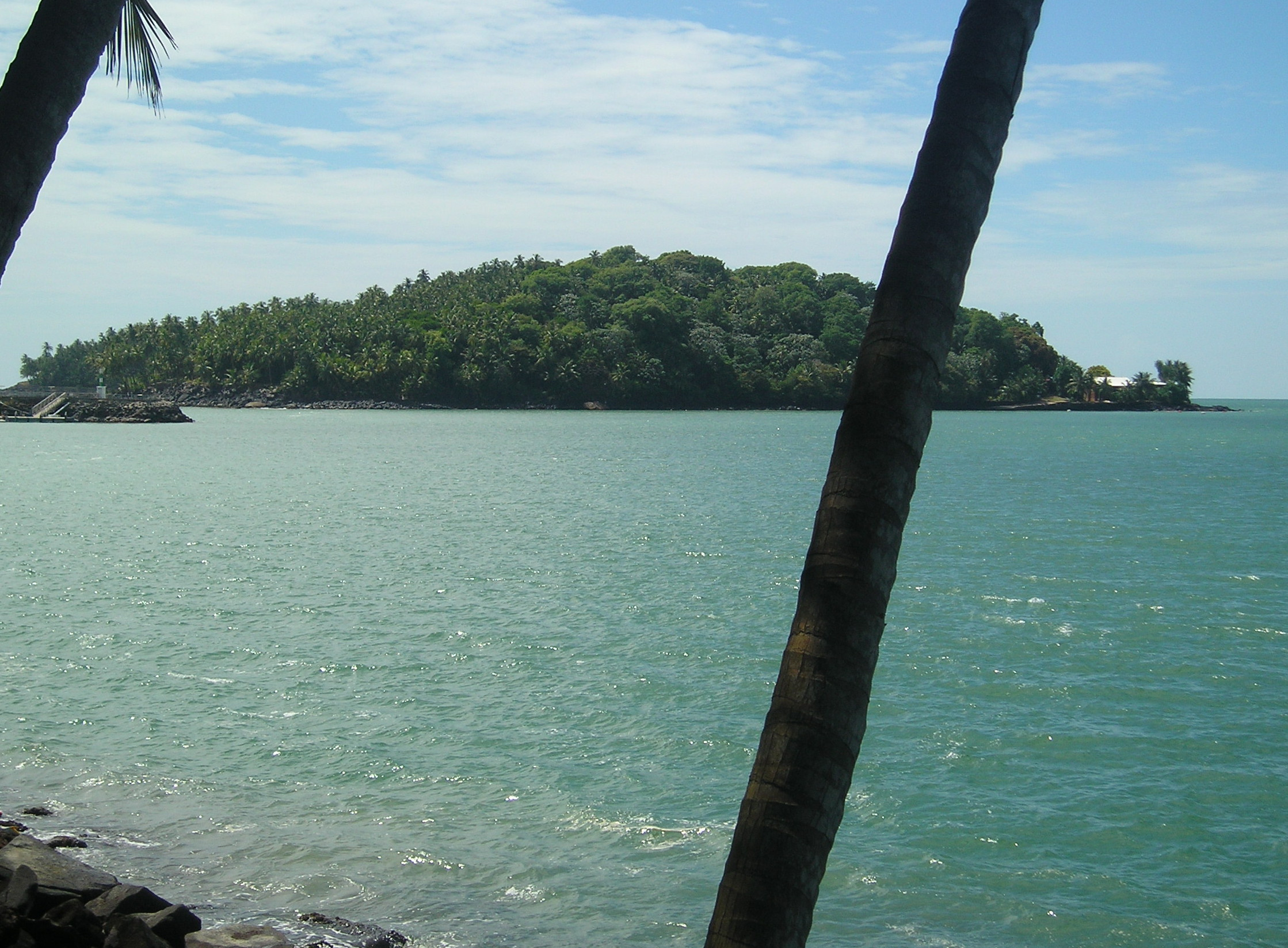
L'île Saint-Joseph vue depuis l'île Royale.

Les Îles du Salut, avec leurs eaux cristallines claires abritent les vestiges de l'époque révolue du bagne.

### Son centre spatial

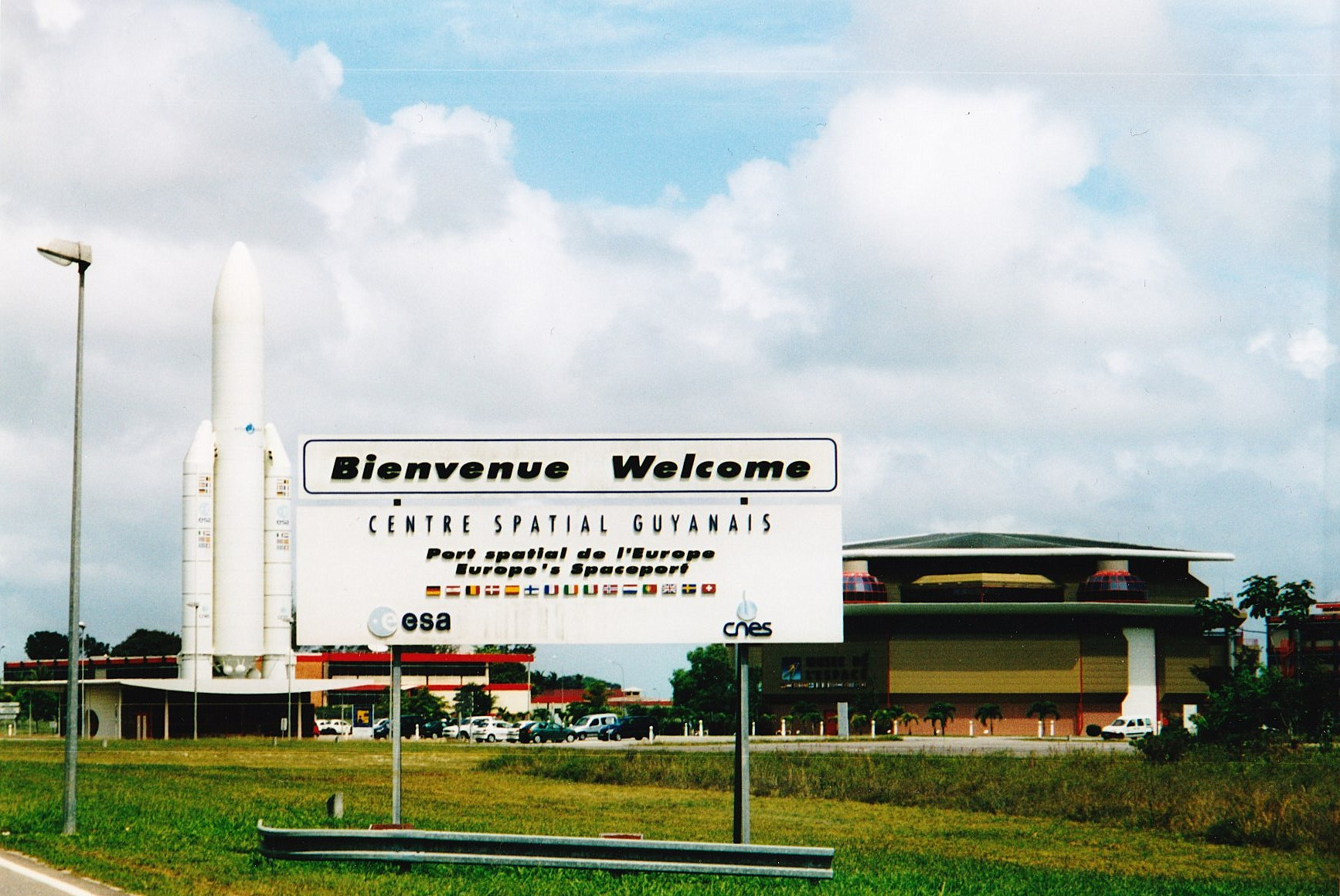
Entrée du Centre spatial guyanais.

Le centre spatial guyanais est la base de lancement principale de la France et de l'Europe. Les visiteurs les plus chanceux peuvent assister à un lancement de fusée.

### Son carnaval

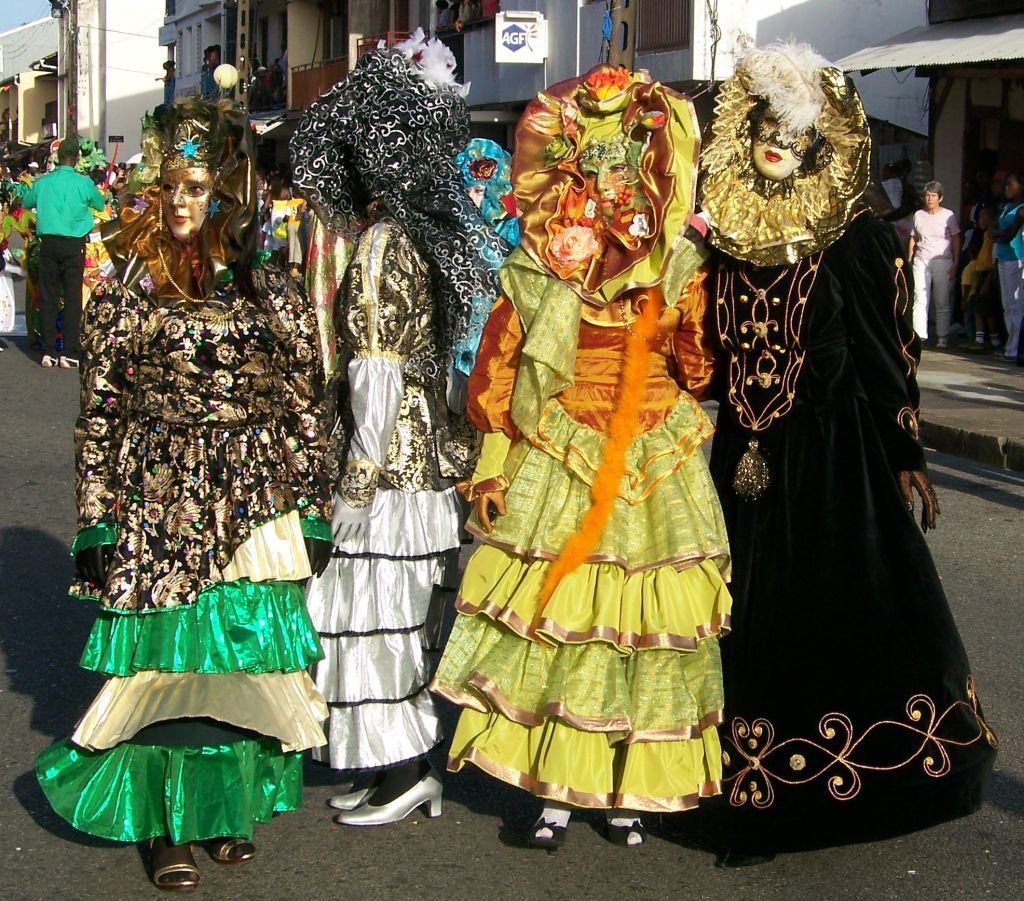
Des Touloulous, personnages typiques du carnaval guyanais.

Cette région est aussi connue pour son carnaval assez original et unique, avec des personnages carnavalesques emblématiques comme le Touloulou et les bals paré-masqués animés par des orchestres locaux.

### L’art culinaire local
- Couac,
- Bouillon d'awara,
- Viande boucané,
- Galette créole,
- Pimentade etc.

### Son zoo

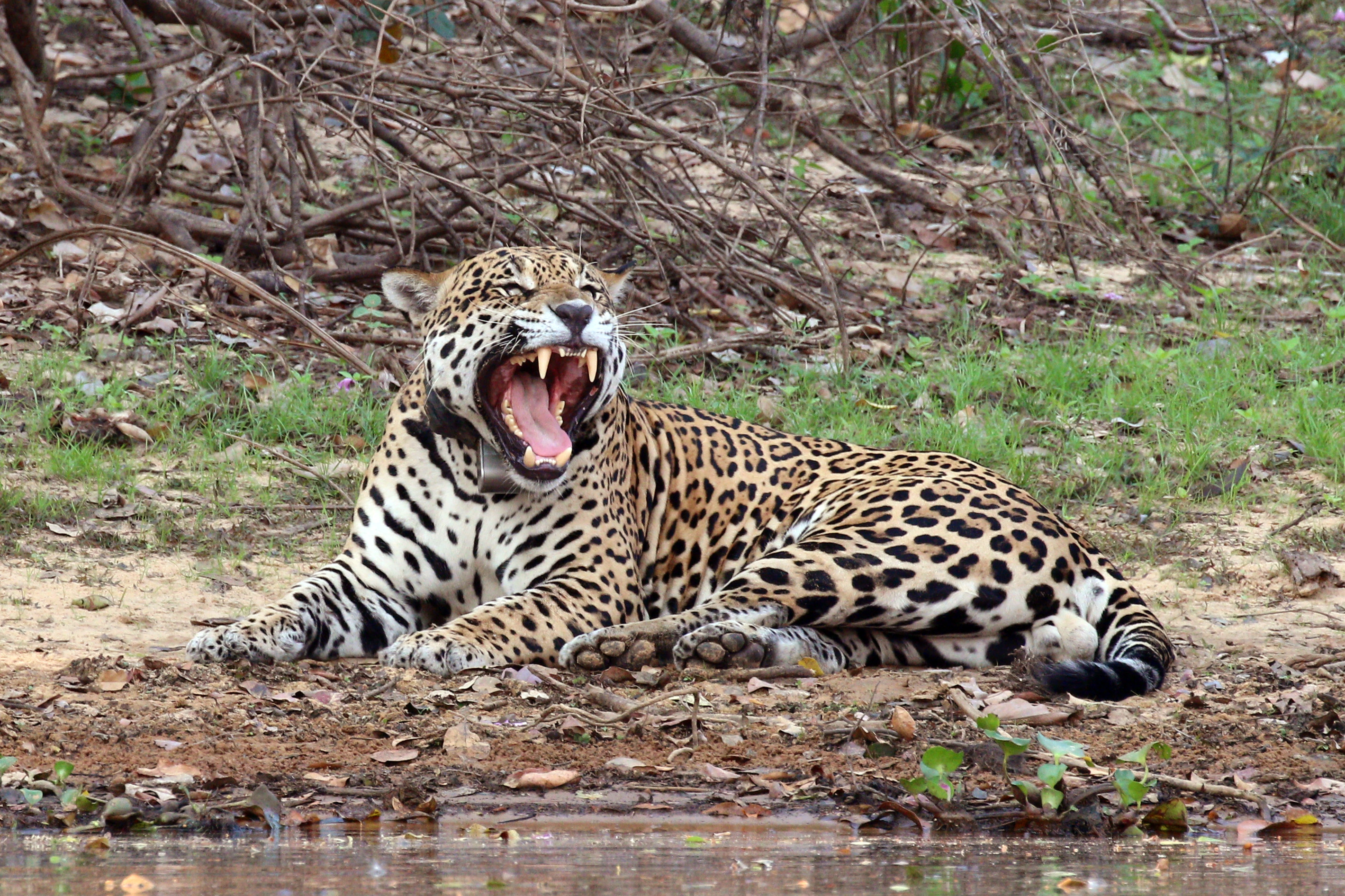
Un jaguar.

Le zoo de Guyane invite le visiteur à découvrir 75 espèces d'animaux du département tels que le jaguar, le mouton paresseux, l'ara, l'anaconda et le toucan.

### Un peuple multiculturel
Sa diversité culturelle et ethnique, composée principalement de populations Amérindiennes, Créoles et Bushinenges.

### Ses chutes d'eau, parcs, réserves et marais

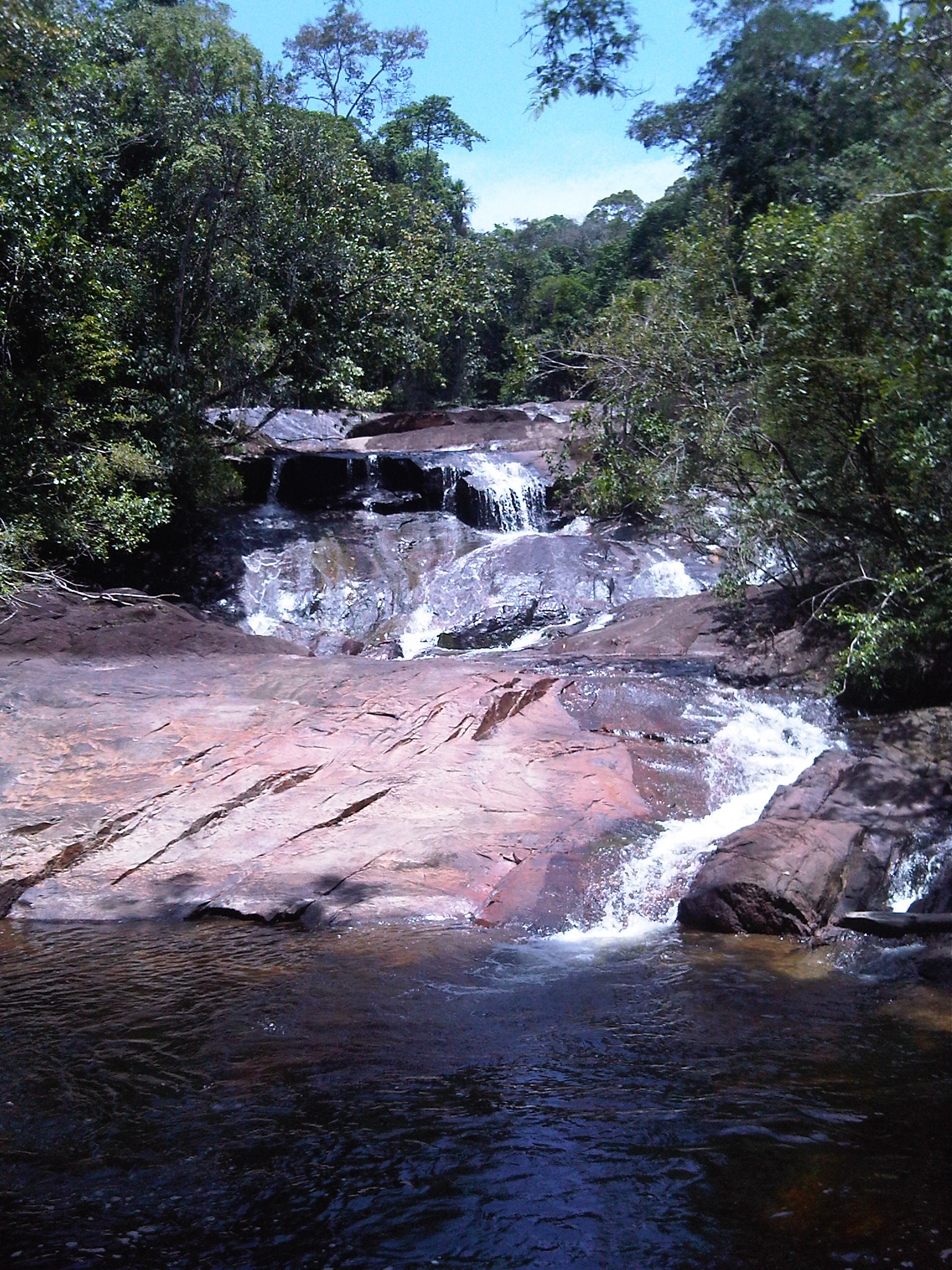
Chutes Voltaire à Saint-Laurent-du-Maroni.

Ses parcs, ses réserves naturelles, ses marais et ses chutes d'eau ou encore ses criques font d'elle une région qui n'a rien à envier aux autres.

## Organisation du Tourisme

### Déplacements et voies d'accès

#### Transport aérien
Les compagnies Air France, Air Caraïbes et Air Guyane desservent la Guyane.